# اصغر افتخاری
اصغر افتخاری (زاده ۱۳۴۷ نیشابور) جامعه‌شناس سیاسی و رئیس دانشگاه امام صادق است.
- مناصب: رئیس مرکز مطالعات راهبردی و آموزش وزارت کشور
- اساتید: محمدرضا مهدوی کنی، محمود سریع‌القلم
- تألیفات: قاعده اصلاح:بازخوانی ظرفیت راهبردی در فقه سیاسی شیعه

## زندگی‌نامه
افتخاری در سال ۱۳۷۳ مدرک کارشناسی ارشد خود را با دفاع از پایان‌نامه " عقلانیت و توسعه " با راهنمایی دکتر محمود سریع القلم دریافت نمود. او دوره دکتری خود را در سال ۱۳۸۲ با دفاع از پایان‌نامه "مصلحت و سیاست در اسلام با تأکید بر فقه سیاسی شیعه"(به راهنمایی محمدرضا مهدوی کنی) به پایان رسانید. افتخاری از آن زمان به بعد به عنوان عضو هیئت علمی این دانشگاه به فعالیت‌های علمی خود ادامه داده است. معاونت پژوهشی دانشکده معارف اسلامی و علوم سیاسی، ریاست مرکز تحقیقات داشگاه، معاونت پژوهش دانشگاه از جمله مسئولیت‌های نامبرده در آن دانشگاه تا سال ۱۳۹۲ می‌باشد ایشان با سایر موسسات علمی و اجرایی همکاری‌هایی داشته که از آن جمله می‌توان به معاونت پژوهشی پژوهشکده مطالعات راهبردی و ریاست مرکز مطالعات راهبردی و آموزش وزارت کشور اشاره داشت. افتخاری موفق به کسب افتخاراتی چون: پژوهشگر نمونه دانشگاه، پژوهشگر نمونه نیروی انتظامی، صاحب نقد برتر در حوزه علوم اجتماعی و سیاسی، اثر شایسته تقدیر درجشنواره بین‌المللی فارابی، کتاب فصل شده‌است.

### حوزه تخصصی
حوزه تخصصی مطالعاتی ایشان «امنیت پژوهی» و «اندیشه اسلامی» است. در کارنامه علمی وی بیش از ۶۰ عنوان کتاب (اعم از تألیف، ترجمه و مجموعه مقالات) و بیش از ۲۰۰ مقاله (اعم از مقالات علمی و پژوهشی، ترویجی، گزارش علمی، نقد و بررسی کتاب) در زمینه‌های امنیتی، اجتماعی، دینی و سیاسی است.
نظریه امنیت ایجابی که افتخاری ارائه نموده با تأکید بر مؤلفه‌ها و ابعاد داخلی امنیت و ضرورت اجتماعی شدن امنیت، توانسته ایده، چشم‌انداز و الگوی عملیاتی تازه‌ای را در این حوزه مطرح سازد که مورد توجه عمده اندیشه گران داخل ایران بوده‌است و از آن به نظریه‌ای بومی یاد می‌شود که با اصول گفتمان اسلامی سازگاری دارد. این نظریه به شکل مبسوط و کامل در کتاب
امنیت اجتماعی شده رویکرد اسلامی" منتشر شده‌است.

## آثار

### کتب در روش‌شناسی و فلسفه علم
- ۴۴ نکته کاربردی برای تحقیق و تألیف مقالات پژوهشی
- بازخوانی مکتب انتقادی در حوزه علوم اجتماعی
- ارزش و دانش: مقدمه‌ای بر دانشگاه اسلامی

### کتب در موضوع قدرت نرم
- قدرت نرم و سرمایه اجتماعی
- قدرت نرم و نبرد نامتقارن
- الگوی جنگ روانی غرب علیه جمهوری اسلامی ایران
- قدرت نرم، فرهنگ و امنیت
- دانشنامه قدرت نرم
- قدرت نرم، فرهنگ و امنیت
- الزامات راهبردی انقلاب اسلامی برای علم سیاست
- منظومه مفهومی خرد «امنیت اجتماعی‌شده» در سیره پیامبر
- معناشناسی استکبار در قرآن کریم
- ساختار قدرت نرم در گفتمان اسلامی
- چرخه و بازتولید تهدید در گفتمان قرآنی
- بررسی و تبیین راهبرد «تهدید در مقابل تهدید» در سیاست دفاعی جمهوری اسلامی ایران
- گونه‌شناسی جنگ نرم در قرآن
- الگوی مدرن عملیات روانی آمریکا علیه جمهوری اسلامی ایران
- تهدید نرم و گونه‌شناسی تهدید در گفتمان قرآن
- منطق مطالعات امنیت ملی
- نبود سرمایه اجتماعی و تأثیر آن درامنیت
- نافرمانی مدنی
- زنان و آینده خانواده
- چیستی ارزش

### کتب در امنیت پژوهی ومطالعات راهبردی
- امنیت
- تهدید نرم: رویکردی اسلامی
- امنیت اجتماعی شده: رویکردی اسلامی
- پژوهش نامه امنیت اجتماعی
- روش و نظریه در امنیت پژوهی

### کتب در موضوعات سیاست و جامعه‌شناسی سیاسی
- مصلحت
- جامعه‌شناسی بیداری اسلامی
- بیداری اسلامی و تحولات منطقه‌ای (ویراستار)
- اقتدار ملی: جامعه‌شناسی قدرت در اندیشه سید روح‌الله خمینی
- انتظام ملی: جامعه‌شناسی نظم در اندیشه سید روح‌الله خمینی
- وفاق ملی: جامعه‌شناسی وحدت در اندیشه سید روح‌الله خمینی
- شناخت و تحلیل قیام عاشورا
- مصلحت و سیاست: رویکردی اسلامی[۶]

### کتب ترجمه

#### (ترجمه از انگلیسی به فارسی)
- شکوفایی علم در جهان اسلام
- زنان وآینده خانواده[۷]
- امنیت جهانی: رویکردها و نظریه‌ها
- جهانی شدن
- ناامنی جهانی
- مراحل بنیادین اندیشه در مطالعات امنیت ملی
- خشونت و جامعه

#### ترجمه از عربی به فارسی
- مصلحت و شریعت

### مقالات علمی و پژوهشی
- تهدید نرم و امنیت اخلاقی
- عدالت و امنیت علمی در اسلام
- معنا و مقام سیاست در مکتب جعفری
- صلح و سلم در قرآن کریم
- درک روابط بین‌الملل: رویکردی قرآنی
- اصول امنیت اجتماعی شده در اسلام
- اصول و ارکان الگوی مدیریت سیاسی سید روح‌الله خمینی
- بازخوانی الزامات امنیتی سند چشم‌انداز جمهوری اسلامی ایران
- نظریه امانت سید روح‌الله خمینی
- نرم‌افزار گرایی امنیتی والگوی ایرانی_اسلامی پیشرفت[۸]